# 케이브라운
케이브라운(1995년 7월 30일 ~)은 대한민국의 기타리스트, 가수다. 2017년 싱글 앨범 [Pink Moon]으로 데뷔했다.

## 방송
- 슈퍼밴드2 (2021) - Top40(37위)

## 음반
- UNRIVALED (2018)
- SOMEDAY (2019)

### 후버필드
- Pink Moon (2017)

## 공연
- KAY BROWN 단독 콘서트 ‘VARIETY’：롤링 27주년 기념 공연 (2022)